# Хедли (Канада)
Хедли (англ. Hedley) — невключённая территория на юге Британской Колумбии (Канада), бывший городок золотоискателей.
Хедли расположен в графстве Симилкамин (англ. Similkameen) в 39 км к востоку от Принстона. Рядом с Хедли проходит автострада № 3 — главное транспровинциальное шоссе в южной части Канады. Также рядом с Хедли расположена гора Никел-Плейт, которой он обязан своим возникновением. Коренные жители долины Симилкамин, одноимённое индейское племя, называют эту гору Сназа-Ист, что означает «полосатая скала»; согласно их легенде, полосы на породе — это следы когтей Медведя, который пытался схватить Бурундука, но промахнулся.
Хедли возник в конце XIX века как городок золотоискателей, когда на Никел-Плейт было найдено золото. Золотоносная руда была богатой, но её нужно было добыть из породы в дробилках и обработать химическим путём. Первый участок был застолблён в 1894 году, и возникший вскоре после этого лагерь золотоискателей получил название в честь Роберта Хедли из Нельсона, финансировавшего одного из первых владельцев участков. К 1903 году рядом с Никел-Плейт уже была проложена железнодорожная колея и начала работать толчейная фабрика, измельчавшая руду. Золотоискатели начали прокладку тоннелей в толще горы, общая длина которых впоследствии достигнет 120 км.
На пике добычи золота в Хедли было около тысячи жителей, пять гостиниц и прочие атрибуты городков фронтира. С 1939 по 1949 год неподалёку от Хедли действовал ещё один рудник, известный как Маскот, на котором старатели прорыли в горе 67 км тоннелей. Основной рудник Никел-Плейт работал до 1955 года, и в общей сложности к этому времени было добыто 52,9 тонны золота. Параллельно также велась добыча серебра и меди. Рудник Никел-Плейт был вторично открыт в 1985 году и проработал до 1996 года; за это время было добыто ещё 25,6 тонны золота.
После истощения приисков Хедли постепенно пришёл в упадок. Согласно переписи населения 2011 года, в Хедли проживало 252 человек, пять лет спустя — 242. В настоящее время Хедли является центром племени верхних симилкаминов. В этих местах снимались кинофильмы «Мэлоун» и «Обещание» и мини-сериал «Штамм „Андромеда“». Бывший рудник Маскот, расположенный выше по склону горы Никел-Плейт, превращён в туристическую достопримечательность; помимо этого в Хедли работает на общественных началах краеведческий музей.